# 绿色—左翼联盟
绿色—左翼联盟是克罗地亚的一个已不存在的政党联盟。该联盟形成于2017年，当时取名为左翼集团，后改现名。该联盟由一些中间偏左或左翼政党组成。在2024年之前，该联盟解散。

## 成员
- 我们能
- 新左翼
- 萨格勒布是我们的！
- 为了城市
- 克罗地亚可持续发展

## 前成员
- 工人阵线